# ヒーローさんと元女幹部さん
『ヒーローさんと元女幹部さん』（ヒーローさんともとおんなかんぶさん）は、そめちめによる日本の漫画作品。一迅社のwebコミック『ゆりひめ@ピクシブ』にて、2018年10月8日より2022年7月まで連載。略称はヒロかん。
もともとは「ヒーローさんと女幹部さん」というタイトルで、作者のtwitterやpixivに掲載されていた読み切り漫画である。商業連載に合わせて現在のタイトルに改められた。
正義のヒーローと、彼女に一目ぼれしてしまった悪の組織の元女幹部が織りなす百合コメディである。

## あらすじ
人類滅亡を目論むアンチノイドの幹部、ハニィ・トラップは、忌々しき正義のヒーロー、ラピッドラビットを追い詰めた。殺す前に顔でも拝もうと、ラピッドラビットの仮面を外したハニィは、彼女の素顔に一目ぼれしてしまう。
結局彼女を殺せなかったハニィは、アンチノイドをクビになる。組織からの刺客に追われて傷ついた彼女を助けたのは、一目ぼれしたラピッドラビットの中の美少女だった。図らずも想い人と一緒に過ごせるようになったハニィは、ラピッドラビットと手を組んでアンチノイドと戦うことにした。

## 登場人物

### 主要人物
ハニィ・トラップ
本作の主人公。かつてはアンチノイドの幹部として名をはせていた。
組織の中でもとりわけニンゲンを毛嫌いしていたが、現在は颯への恋心の方が遥かに勝っている。
お嬢様口調とそのクールな見た目からは想像しがたいほど、颯への過剰な思いを募らせている。
普段はパンツスーツスタイルであり、怪人態は蜂や蜘蛛を彷彿とさせる姿をしている。
本城 颯（ほんじょう はやて）/ラピッドラビット
本作もう一人の主人公。正義のヒーロー・ラピッドラビットとして日夜アンチノイドと戦っている。
偶然隣町のショッピングモールで変身アイテムを拾い、なんだかんだ半年前に正義のヒーローになってしまった。
ヒーロー番組鑑賞を趣味としており、ヒーローショーの司会のバイトもこなしている。
変身後の姿は白を基調としており、仮面にはウサギの耳を彷彿とさせる2本の突起がついている。

### アンチノイド幹部
メルト・アウト
アンチノイドの幹部の1人。ハニィからはマッドサイエンティストと評されている。
戦闘には向いていない性質のため、普段は遠距離からの観測と次元ツール発明に専念している。
キョーカとペアを組んで行動しており、二人きりになると彼女に不器用な甘え方をすることがある。
人間態では白衣を身に着けた冷淡な雰囲気だが、本来火属性であるため、怪人態は不死鳥や火狐を彷彿とさせる姿をしている。
キョーカ・スイゲツ
アンチノイドの幹部の1人。何度かニンゲン界を偵察にくるなど、情報収集に長けている。
ニンゲン界に滞在しているうちにニンゲンの文化に毒されてしまい、現在では立派なオタクと化した。
ござる口調で話したり、人間態、怪人態通して武士のような服装であったりと、武士道を重んじている一面がある。
テンションが上がると頭から食用のキノコが生えてくる。
クール・ダウン
アンチノイドの幹部の1人。人間態の外見は軍服を着た銀髪の麗人。｢女性たちの共鳴｣を｢私を照らしてくれる希望の光｣と呼ぶほど愛しており、任務の傍らにこれらを観察しているが、度が過ぎているため同僚からは呆れられている節がある。また、コミック百合娘という雑誌の愛読者である。
怪人態では名前に違わず冷気を操る。地面を凍結させて相手の動きを制限した上で自身はスケートシューズ状の脚部で高速移動する、地面から氷山を生やして相手を吹き飛ばすといった戦法を取る。また、ラピットラビットの必殺技にも無傷で耐える防御力と、パンチ1発で彼女の変身を解除させる攻撃力を兼ね備えた実力者であり、ハニィからも｢かなりの強敵｣と評されている。
ハニィとラピットラビットとの初交戦時には2人を圧倒し、変身解除に追い込んだにもかかわらず、暖を取ろうとして抱きしめあった2人の共鳴に尊さを感じて満足し撤退した。
X（エックス）
アンチノイドの首領。独善的なパワハラ上司であり、お前呼ばわりされるなど他の幹部からの人望がない。
短絡的な思考と威厳のない雰囲気が相まって、ハニィやメルトなどから常に嘗められている。
怪人態の時はフード付きのマントをまとっており、素顔を見ることはできないが、人間態は色白で銀髪の美少女。
幹部のことは基本的にちゃん付けで呼んでいる。

### アンチノイド怪人
クリングアンチノイド
第2話に登場。両腕にチューブが装備されており、そこから特殊な成分の接着弾を発射して何もかもを接着してしまう。
学校の屋上でラピットラビットと交戦し、無関係の生徒を攻撃に巻き込むことを躊躇した彼女の隙を突いて接着弾を直撃させ、変身解除させた上に後から駆けつけたハニィと接着させることに成功する。しかし、ハニィによって接着弾は剥がされ、変身した2人から必殺技を同時に受けて爆死した。
ストライキアンチノイド
第3話に登場。メルトがXから強引に休暇を手に入れるために作った対ブラック上司用怪人。肩から｢休み増やせ！｣｢アホマント｣と書かれた看板が生えている。
メルトの回想では、彼女の休暇獲得のためにXに往復ビンタを浴びせていた。
ガードアンチノイド
第4話に登場。両腕に縦長のシールド、頭部にヘルメットを装備している。｢シールドであらゆる攻撃を防ぐ｣という説明がされていたが、劇中ではラピットラビットの猛攻の前に押されっぱなしであった。
颯が司会を務めるヒーローショーの最中にキョーカに呼び出され、ラピットラビットと交戦するが子供たちが楽しみにしていたショーを邪魔された彼女の怒りの猛攻の前に一方的に倒された。
ライドアンチノイド
第5話・第6話に登場。バイク型マシン｢インベーダー｣に搭乗して高速移動を行い、速度を活かして敵の攻撃の回避や強烈な突進を行う。また、メルトから強化剤を与えられており、1度倒された後に巨大なバイクの形になって復活を遂げた。
キョーカと共に出陣し、ハニィと交戦。バイクに乗っての高速移動で彼女を苦戦させるが、ハニィの機転によりキョーカと衝突させられ、窮地に陥っていたラピットラビットを助けてしまったと同時に自身は衝突の際の衝撃で地面にめり込んでしまった。
その後、キョーカが追い詰められたタイミングで強化剤の効果が現れ、巨大なバイクに変形。町へ向かって進撃する。インベーダーに乗って追いかけてきたラピットラビットとハニィを轢き潰し善戦するも、2人の必殺技を立て続けに受けて爆死した。

## 用語
アンチノイド
異世界から現れた怪物。人類への侵略・滅亡を企てている。
人の記憶には残らない性質のため、人類が気が付かないうちに侵略を進めている。
怪人（かいじん）
幹部が生み出すことのできる、個別の姿と能力を備えた人工兵器。
2体以上出すと追加コストが幹部の給料から天引きされるため、基本的に1体のみ出現する。
メタウォーリア
低コストで生み出すことのできる、人工兵器の戦闘員。
コストがさほどかからないため量産できるが、その分弱い。

次元ツール（じげんツール）
アンチノイドの技術力によって作製されたアイテム。
主にメルトがその開発に当たっており、怪人の強化剤など種類は様々である。
アンチディバスター
次元ツールの一種。アンチノイド幹部の標準装備。
銃として使用できるほか、複数の体をストックすることで変身もできる。
R.Rリング
颯がラピッドラビットに変身する際に用いるアイテム。隣町のショッピングモールに落ちていた。
腕輪のような形をしている。次元ツールの一種と考えられるが詳細は不明。

## 書誌情報
- そめちめ 『ヒーローさんと元女幹部さん』 一迅社〈百合姫コミックス〉、全5巻
  1. 2019年3月18日発売[9]、ISBN 978-4-7580-7918-1
  2. 2019年12月18日発売[10]、ISBN 978-4-7580-2066-4
  3. 2020年9月18日発売[11]、ISBN 978-4-7580-2158-6
  4. 2021年6月30日発売[12]、ISBN 978-4-7580-2264-4
  5. 2022年8月18日発売[13]、ISBN 978-4-7580-2449-5